# Macobá
Macobá ist ein Fundort der Mayakultur am östlichen Rand des von Fundorten des Chenes-Stils eingenommenen Gebietes, rund 26 Kilometer östlich der Kleinstadt Iturbide in mexikanischen Bundesstaat Campeche nahe der Grenze zu Yucatán. Der Fundort ist schwer zugänglich, gegenwärtig (2012) nicht restauriert und nicht für den Tourismus geöffnet. Er ist bedeutend durch seinen Mischstil, der neben Chenes-Elementen auch Elemente des Rio-Bec-Stils enthält.

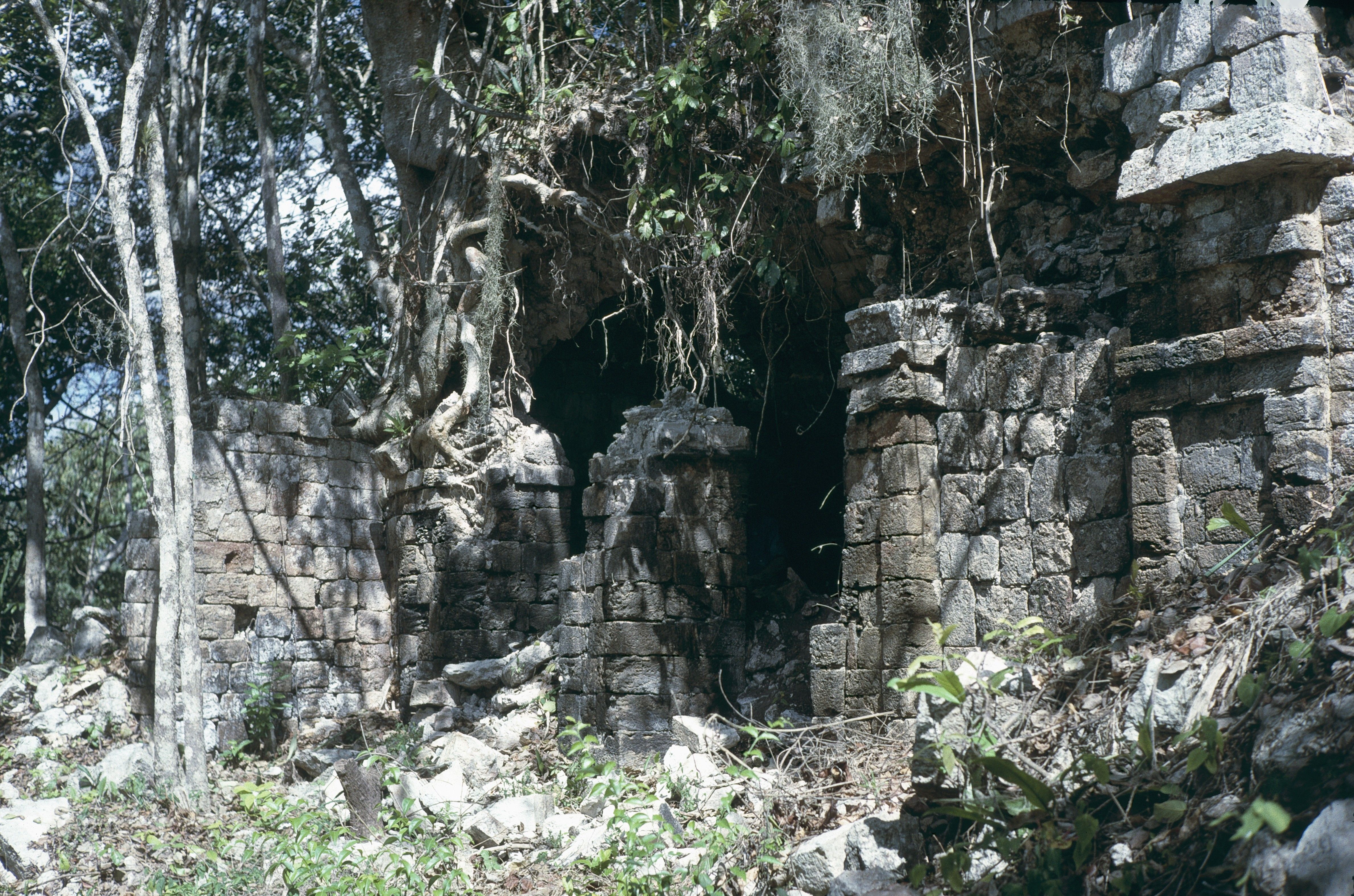
Macoba, Front des Gebäudes II

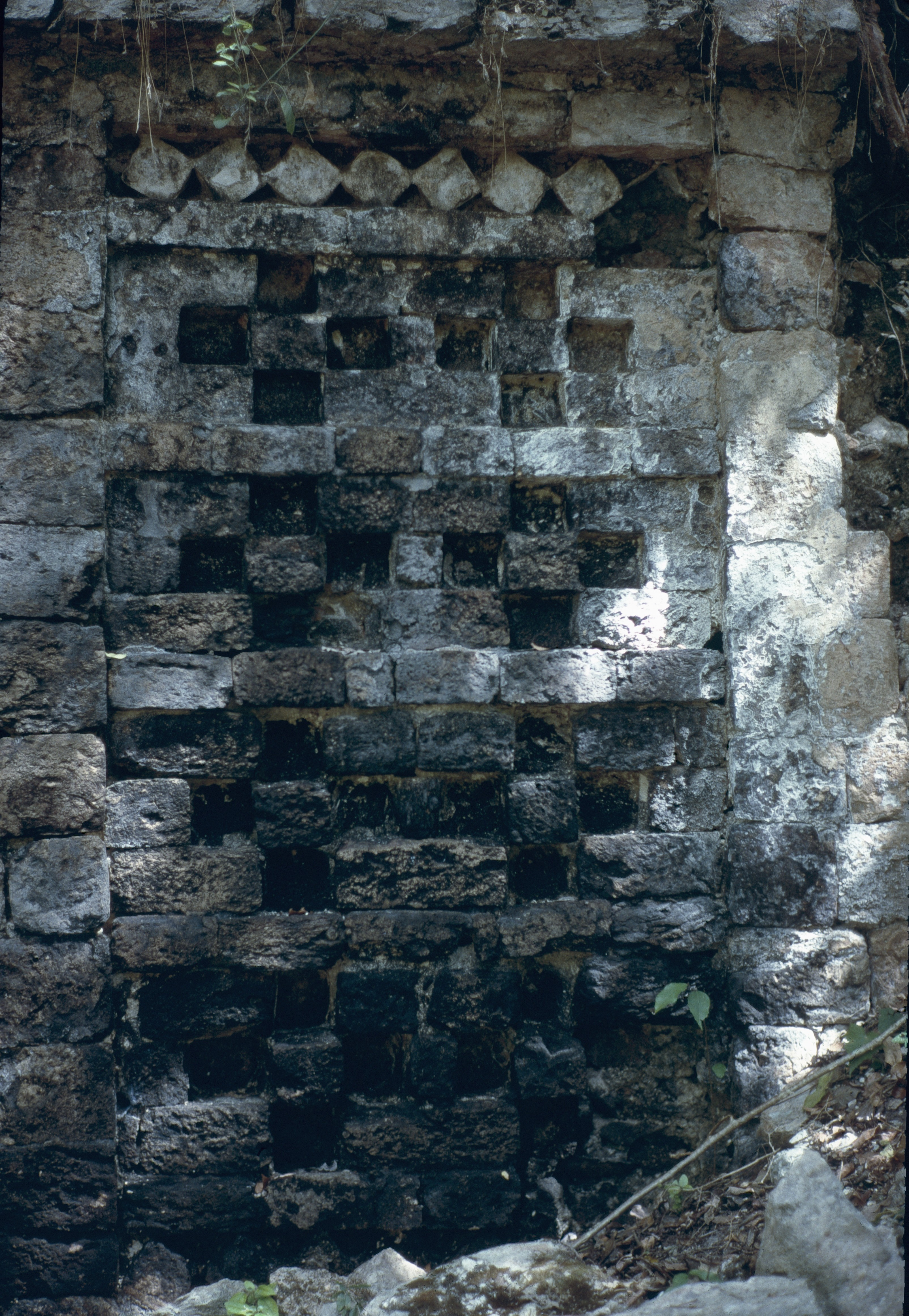
Macoba, Steinmosaik am Gebäude I

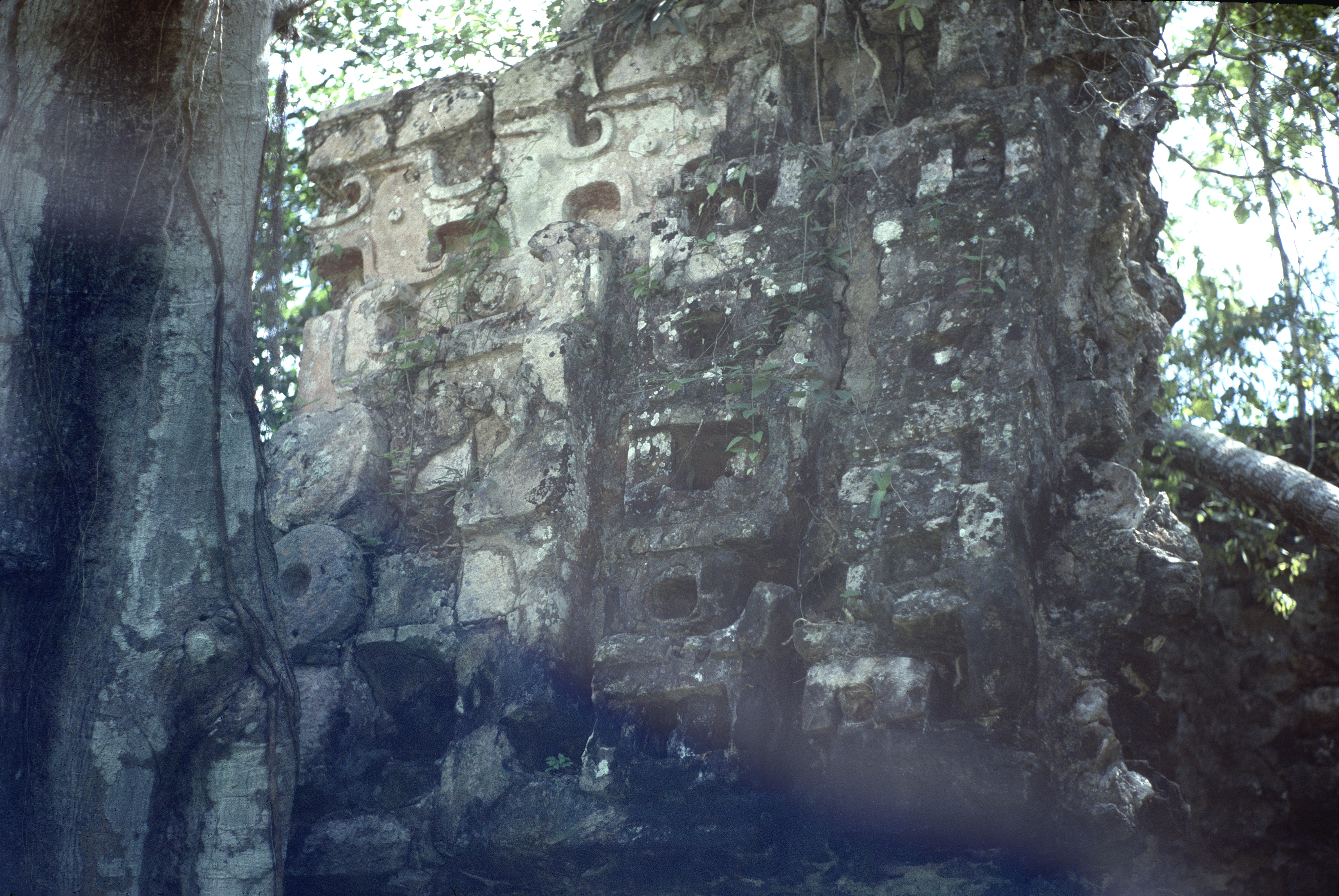
Macoba, Teil der Reptilmaske des Gebäudes IV

## Forschungsgeschichte
Die erste, kurze Beschreibung des Ortes stammt von John Lloyd Stephens aus dem Jahr 1841. Der nächste fachliche Besucher war erst Mitte der 1980er Jahre Edward Kurjack, damals Leiter des Atlas Arqueológico von Yucatán. Eine kleine Expedition unter Leitung von George Andrews führte zur ersten und bisher einzigen größeren Veröffentlichung über Macobá.

## Bauten
Ein Plan des Fundortes existiert bisher nicht. Die bekannten Bauten bilden eine ziemlich enge Gruppe. Andrews betont, dass Macoba insofern ungewöhnlich ist, als die Bauten jeweils eine deutlich individuelle Gestaltung in Grundriss und Dekor aufweisen, sie durch die eingesenkten Felder mit Kreuz-Motiv eine deutliche Beziehung zu dem weit im Süden gelegenen Río-Bec-Gebiet zeigen – die aber auch in Santa Rosa Xtampak zu finden sind, wo auch die gemauerten rechteckigen Pfeiler auftreten.

### Bau I
Das Gebäude ist klein, es besteht aus einer Reihe von zwei Räumen, die durch einen Mauerblock getrennt sind. Sie lehnen sich an eine in ihren Dimensionen unbekannte Plattform an, auf die eine Treppe hinaufführt. Die Fassade des Gebäudes zeigt eine Verbindung von Elementen unterschiedlicher Stile: Die Gliederung in leicht vor- und zurückspringende Teile ist ein typisches Kennzeichen des Chenes-Stils, wo sie allerdings eher zur optischen Abtrennung von Bauteilen dient. Auf den beiden äußersten, vorspringenden Teilen der Fassade finden sich eingesenkte Felder, die ein kreuzförmig angeordnetes Muster von Vertiefungen zeigen. Dies ist unbekannt im Chenes-Stil und gehört zu den Charakteristika des Rio-Bec-Stils, dort allerdings vorzugsweise in durchlaufendem Schachbrettmuster. In Macoba ist oberhalb und unterhalb der Felder eine Reihe von auf der Spitze stehenden Quadraten angeordnet.

### Bauten II und III
Diese Bauten stehen auf einer Plattform, zu der eine breite Treppe hinausführt. Möglicherweise hatte die Plattform zu beiden Seiten der Treppe je einen Raum, der in beiden Fällen völlig eingestürzt ist. Das zentrale Gebäude auf der Plattform hat zwei Reihen von je drei Räumen, von denen die einen nach vorne und die anderen nach hinten geöffnet sind. Die Front des mittleren Raumes ist völlig zusammengefallen. Die beiden seitlichen Räume haben einen breiten Eingang, der durch drei Pfeiler gegliedert ist und damit drei Durchgänge aufweist. Die Pfeiler sind aus gut gearbeiteten Mauersteinen gemauert und haben einen rechteckigen Querschnitt. Auf der Vorderseite weisen sie ebenso wie die seitlichen gemauerten Türpfosten ein leicht eingesenktes rechteckiges Feld auf. Die Pfeiler tragen oben ein monolithisches Kapitell, das das Profil eines dreigliedrigen Fassadenbandes aufweist. Derartige Pfeiler und Kapitelle treten selten sowohl im Puuc als auch im Río-Bec-Gebiet auf. Offenbar zu einem späteren Zeitpunkt wurden die seitlichen Durchgänge mit vermutlich sekundär genutzten Steinen zugemauert. Im rechten Winkel hierzu steht der Bau III, ein kleines Gebäude mit zwei spiegelbildlich angeordneten Räumen, das weitgehend eingestürzt ist.

### Bau IV
Das Gebäude weist den typischen Grundriss von Bauten des Chenes-Stils auf: drei Räume in einer Reihe sowie hinter dem mittleren Raum ein weiterer. Zwischen den Fassadenteilen der drei Räume scheint ein kleiner Rücksprung existiert zu haben, auch ein typisches Zeichen der Chenes-Architektur, wie es besonders markant in Xkichmook zu erkennen ist. Die obere Fassade des Gebäudes war – soweit die erhaltenen Reste an den inneren Ecken der Seitenräume erkennen lassen – die monumentale Maske eines riesigen Reptils, wie im Chenes- und Río-Bec-Stil üblich.

### Bau V
Zu einem späteren Zeitpunkt wurde dieser Bau entdeckt. Von diesem Bau ist nur wenig bekannt, bemerkenswert ist ein eingesenktes Feld mit derselben Dekoration wie sie in Bau II auftritt.